# مظفر تپه شرقی
مظفر تپه شرقی مربوط به دوران‌های تاریخی پس از اسلام است و در شهرستان نکا، بخش مرکزی، روستای آجند واقع شده و این اثر در تاریخ ۱۰ خرداد ۱۳۸۲ با شمارهٔ ثبت ۸۸۰۸ به‌عنوان یکی از آثار ملی ایران به ثبت رسیده است.